# Путепровод (село)
Путепровод (укр. Путепровід) — село на Украине, находится в Енакиевском городском совете Донецкой области. Находится под контролем самопровозглашённой Донецкой Народной Республики.

## География

#### Соседние населённые пункты по странам света
С: Петровское
СЗ: Рясное
СВ: Шевченко
З: —
В: Новый Свет, Монахово
ЮЗ: Ясиновка
Ю: Криничная, город Макеевка
ЮВ: Ханжёнково-Северный, Красная Заря

## Население
Население по переписи 2001 года составляло 67 человек.

## Общая информация
Почтовый индекс — 86499. Телефонный код — 6252.

## Местный совет
Село подчинено Корсуньскому поселковому совету.
Адрес местного совета: 86499, Донецкая область, Енакиевский городской совет, пгт Корсунь, ул. Вокзальная, 96.